# Maramag, Bukidnon
Maramag là một đô thị hạng 1 ở tỉnh Bukidnon, Philippines. Theo điều tra dân số năm 2000, đô thị này có dân số 75.233 người trong 14,267 hộ.

## Các đơn vị hành chính
| - Anahawon - Base Camp - Bayabason (Spring) - Camp I - Colambugan - Dagumba-an - Danggawan - Dologon - Kisanday - Kuya | - La Roxas - Panadtalan - Panalsalan - North Poblacion - South Poblacion - San Miguel - San Roque - Tubigon - Bagongsilang - Kiharong |